# Sandra Carmona Requena
Sandra Carmona Requena (Calahorra, La Rioja, 5 de juny de 1980 - 26 de gener de 2023) fou una periodista espanyola.
Llicenciada en Periodisme a la Universitat del País Basc, va desenvolupar gran part de la seva carrera a Diario La Rioja, Punto Radio Calahorra i Rioja Televisión (TVR), on va exercir de redactora i presentadora d'informatius des dels seus inicis en la professió. També va treballar durant una breu etapa per Antena 3.
L'octubre del 2020, en plena pandèmia, s'incorporà a la Conselleria de Salut del Govern de La Rioja en un moment crític a causa de la pandèmia de COVID-19.
La periodista riojana, sense problemes de salut coneguts, va morir a causa d'un infart de miocardi.